# Archytas piarconensis
Archytas piarconensis là một loài ruồi trong họ Tachinidae.